# Carlos Mendieta
Pour les articles homonymes, voir Mendieta.
Carlos Mendieta y Montefur, né le 4 novembre 1873 et mort le 27 septembre 1960, est un homme d'État cubain, provisoirement président de la république de Cuba.

## Biographie

### Carrière politique
Principal opposant de Gerardo Machado, Mendieta arriva à la tête de l'État cubain en 1934, à la suite d'un coup d'État dirigé par Fulgencio Batista. Durant sa présidence, les femmes obtinrent le droit de vote et l'amendement Platt fut abrogé et remplacé par le traité américano-cubain des relations. Mendieta démissionna en 1935 après que les conflits reprirent.

### Vie privée
Il fut marié à Carmela Ledon (? - 20 juillet 1942), avec laquelle il eut un enfant, Carmen Mendieta-Ledon, qui épousa Calixto Garcia Velez.